# Otoyol 20
Die Autobahn Otoyol 20 (türkisch Ankara Çevre Otoyolu, kurz O-20) ist die Stadtautobahn der türkischen Stadt Ankara. Drei Kilometer der Autobahn sind beidseitig dreispurig ausgebaut, die restlichen 107 Kilometer beidseitig vierspurig. Der 1993 bis 1997 erbaute Autobahnring steht in Verbindung mit der O-4 nach Istanbul, eine weitere Verbindung nach Adana ist mit der O-21 gegeben.